# 무안공공도서관
무안공공도서관은 전라남도 무안군 소재의 공공 도서관이다.

## 연혁
- 1990년 4월 25일 개관.

## 시설현황
- 2층: 사무실, 동아리실, 강의실, 다목적실, 열람실
- 1층: 종합자료실, 어린이자료실, 전산실, 도서정리실,보존자료실

## 이용 안내
이용 시간
- 열람실: 하절기(3~10월) 08:00 ~ 22:00 / 동절기(11~2월) 08:00 ~ 21:00
- 종합자료실 및 어린이자료실: 평일 09:00 ~ 18:00 / 토,일요일 09:00 ~ 17:00

휴관일
- 매주 월요일(정기휴관일)
- 법정공휴일 및 국경일
- 특별한 사유로 관장이 지정한 날(임시휴관일)